# Helenametra perplexa
Helenametra perplexa är en sjöliljeart som beskrevs av A.M. Clark 1966. Helenametra perplexa ingår i släktet Helenametra och familjen fjäderhårstjärnor. Inga underarter finns listade i Catalogue of Life.